# 스토킹범죄의 처벌 등에 관한 법률
스토킹범죄의 처벌 등에 관한 법률(약칭: 스토킹처벌법)은 2021년 10월 21일 시행된 스토킹을 범죄화한 대한민국의 법률이다. 그동안 옥외 접근은 경범죄 처벌법으로, 옥내 접근은 상대적으로 가벼운 주거침입죄로 처벌하던 스토킹을 징역까지 선고할 수 있도록 처벌을 강화하였다.